# La Villeneuve-au-Châtelot
 La Villeneuve-au-Châtelot  es una población y comuna francesa, en la región de Champaña-Ardenas, departamento de Aube, en el distrito de Nogent-sur-Seine y cantón de Villenauxe-la-Grande.

## Demografía
| 168 | 152 | 110 | 121 | 146 | 145 |
| Para los censos de 1962 a 1999 la población legal corresponde a la población sin duplicidades (Fuente: INSEE [Consultar]) |     |     |     |     |     |